# Малупская волость
Малупская волость (латыш. Mālupes pagasts) — одна из шестнадцати территориальных единиц Алуксненского края Латвии. Находится на юге края. Граничит с Яунаннинской, Малиенской, Яуналуксненской и Лиепнинской волостями своего края, а также с Викснинской и Кубулской волостями Балвского края.
Крупнейшими населёнными пунктами волости являются сёла: Малупе (волостной центр), Алодзене, Софикалнс, Страдиньш, Батерава.
Через Малупскую волость, минуя сёла Малупе, Страдиньш и Батерава, проходит региональная автодорога P41 (Алуксне — Лиепна).
В Малупе сохранились постройки Малупской усадьбы и старинной мельницы.
По территории волости протекают реки: Педедзе, Игриве, Малупе, Вертупите, Сита. Из крупных водоёмов: озеро Грунду.

## История
В 1935 году площадь Малупской волости Валкского уезда составляла 174,53 км², при населении в 2481 житель.
В 1945 году в Малупской волости были созданы Малиенский и Малупский сельские советы, находившиеся в 1946—1949 годах в составе Алуксненского уезда.
После отмены в 1949 году волостного деления Малупский сельсовет входил поочерёдно в состав Алуксненского (1949—1962, 1967—2009) и Гулбенского (1962—1967) районов.
В 1990 году Малупский сельсовет был реорганизован в волость. В 2009 году, по окончании латвийской административно-территориальной реформы, Малупская волость вошла в состав Алуксненского края.